# Patallones

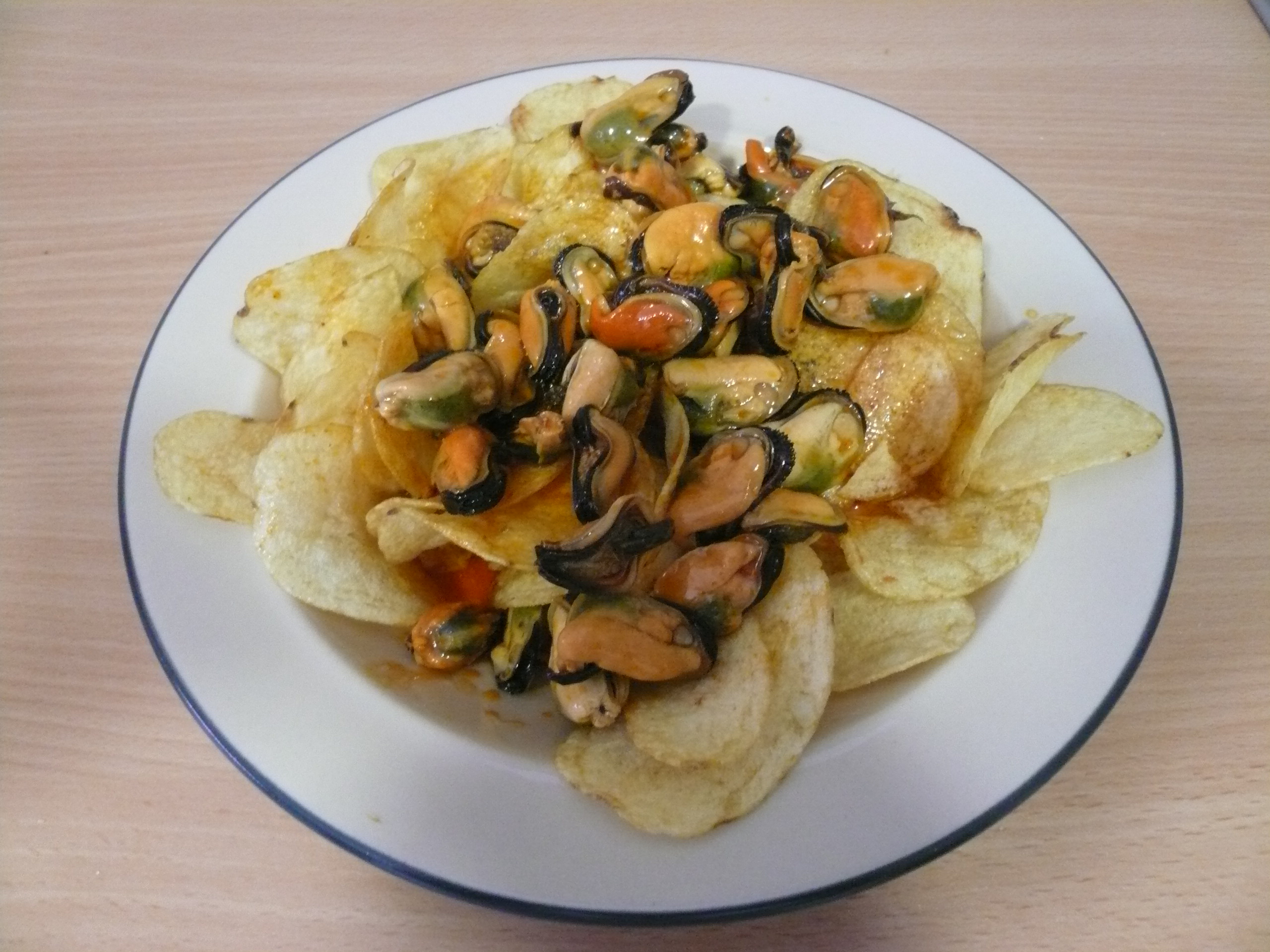
Ración de Patallones.

Los Patallones son un aperitivo en forma de tapa consistente en patatas fritas de bolsa con mejillones, preferiblemente en escabeche, repartidos por encima de las patatas. El término proviene de la unión del inicio de la palabra patata y el final de la palabra mejillones. La tapa suele servirse en un plato recién preparada para que la textura crujiente de las patatas fritas se mantenga. Es habitual verse servida en bares, acompañando bebidas de refresco o cerveza.